# Florencio (Vorname)
Florencio ist ein spanischer männlicher Vorname. Als portugiesischer Vorname wird er Florêncio geschrieben. 

## Herkunft und Bedeutung
Der Name ist eine Variante des lateinischen Namens Florentius, der vom lateinischen florens – blühend abgeleitet ist. Die weibliche Form ist Florencia.

## Namensträger
- Florencio Abad (* 1954), philippinischer Politiker
- Florêncio de Abreu (1839–1881), brasilianischer Rechtsanwalt, Journalist, Autor und Politiker
- Florêncio Carlos de Abreu e Silva (1882–1969), brasilianischer Jurist, Geograph, Historiker und Statistiker
- Florencio Aguilera (* 1947), spanischer Maler, Kunstsammler und Musikveranstalter
- Florencio Amarilla (1935–2012), paraguayischer Fußballspieler und Schauspieler
- Florencio Harmodio Arosemena (1872–1945), panamaischer Politiker, 14. Staatspräsident Panamas
- Florencio Roselló Avellanas  (* 1962), spanischer Ordensgeistlicher und römisch-katholischer Erzbischof von Pamplona y Tudela
- Florencio Caffaratti (1915–2001), argentinischer Fußballspieler
- Florencio Campomanes (1927–2010), philippinischer Schachspieler und -funktionär
- Florencio Armando Colín Cruz (* 1950), mexikanischer Geistlicher, Bischof von Puerto Escondido
- Florencio Félix Paredes Cruz (* 1961), bolivianischer Ordensgeistlicher, Prälat von Humahuaca
- Florencio García Goyena (1783–1855), spanischer Politiker
- Florencio Segura Gutiérrez (1912–2000), peruanischer evangelischer Pastor, Lieddichter und Übersetzer
- Florencio Marin (* 1936 oder 1938), Politiker aus Belize
- Florencio Pozadas (1939–1968), bolivianischer Schlagzeuger und Komponist
- Florencio Randazzo (* 1964), argentinischer Politiker der Peronistischen Partei
- Florencio Coronado Romaní (1908–2006), römisch-katholischer Bischof von Huancavelica und Autor einer Quechua-Bibelübersetzung
- Florencio Sánchez (1875–1910), uruguayischer Schriftsteller und Dramatiker
- Florencio López de Silanes (* 1966),  mexikanischer Wirtschaftswissenschaftler und Hochschullehrer
- Florencio Xatruch Villagra (1811–1893), honduranischer General und Politiker